# البطولات الوطنية الأمريكية 1919 (كرة مضرب)
قائمة بالأبطال في 1919 البطولات الوطنية الأمريكية لكرة المضرب (المعروفة الآن باسم أمريكا المفتوحة):

## الكبار

### فردي رجال
بيل جونستن هزم  بيل تيلدن 6-4 6-4 6-3

### فردي سيدات
هازل هوتشكيس ويتمان هزم  ماريون زيندرستاين 6-1, 6-2